# 蓬塔穆松
蓬塔穆松（法語：Pont-à-Mousson，法語發音：[pɔ̃.t‿a.musɔ̃]），法国东北部城市，大东部大区默尔特-摩泽尔省的一个市镇，属于南锡区，其市镇面积为21.6平方公里，2022年1月1日时人口数量为14,383人，在法国城市中排名第675位。
蓬塔穆松位于默尔特-摩泽尔省中部，摩泽尔河畔，南锡和梅斯之间，是一个区域性的中心城市，历史上属于巴尔公国，英格兰王后安茹的玛格丽特于1429年在此出生；近代则因高炉锻造公司而闻名，后者是法国最大的城市排水系统供应商，自1971年起被圣戈班收购。

## 地名
“蓬塔穆松”一名来源于当地一座横跨摩泽尔河的桥梁，其中“穆松”是桥梁东侧的市镇名称，而“蓬”则意为“桥”。
此条目名曾被用户移至自拟译名“穆松桥”，部分网站采用了此译名。

## 历史

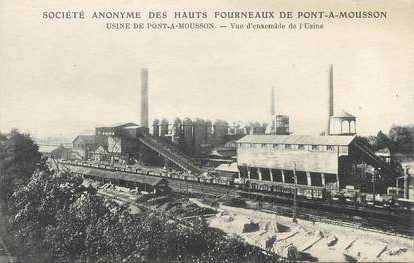
20世纪初的高炉锻造公司厂房

蓬塔穆松始建于中世纪中期，是巴尔公国的一块领地。彼时，摩泽尔河东岸的穆松的公国内最东侧的一块土地，战略位置重要，为了加强对这一地区的控制，一座横跨摩泽尔河的桥梁于公元13世纪建成，蓬塔穆松由此得名，并逐渐形成集镇。15世纪初时，蓬塔穆松曾一度成为安茹王朝的领地，英格兰王后安茹的玛格丽特于1429年在此出生。1480年，蓬塔穆松及整个巴尔公国与洛林合并。1572年，洛林公爵曾在此创建蓬塔穆松大学，后在法国大革命期间关闭。1790至1795年间，蓬塔穆松曾为蓬塔穆松地区的行署（chef-lieu de district）。19世纪时，途径蓬塔穆松的运河及铁路相继建成，蓬塔穆松逐渐成为一个重要的工业城市，蓬塔穆松高炉锻造公司（société Anonyme des Hauts-Fourneaux et Fonderies de Pont-à-Mousson）于1856年成立，成为法国重要的管道设施企业之一，被统称为，是法国大部分城市的市政设施（主要是排水系统）的供应商，后于1971年被圣戈班收购。普法战争后，蓬塔穆松一度成为法国边境城市，在一战和二战期间均受到严重破坏。

## 地理

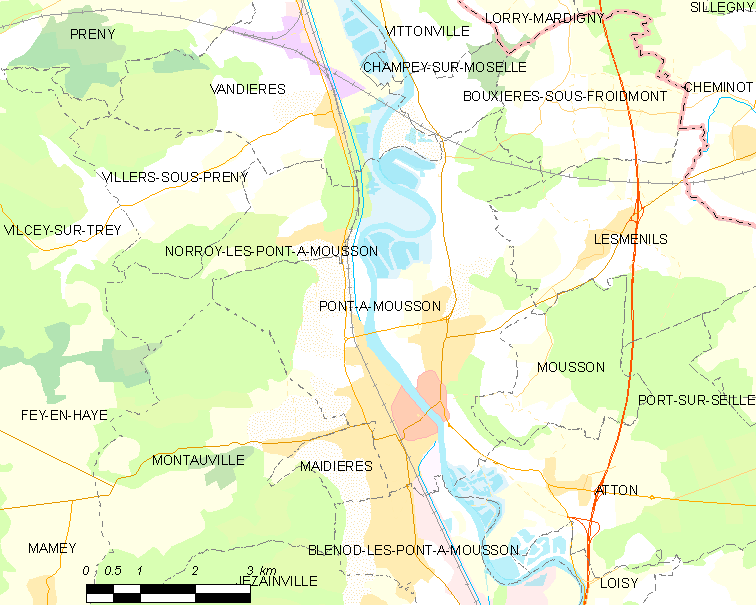
蓬塔穆松市镇范围地图

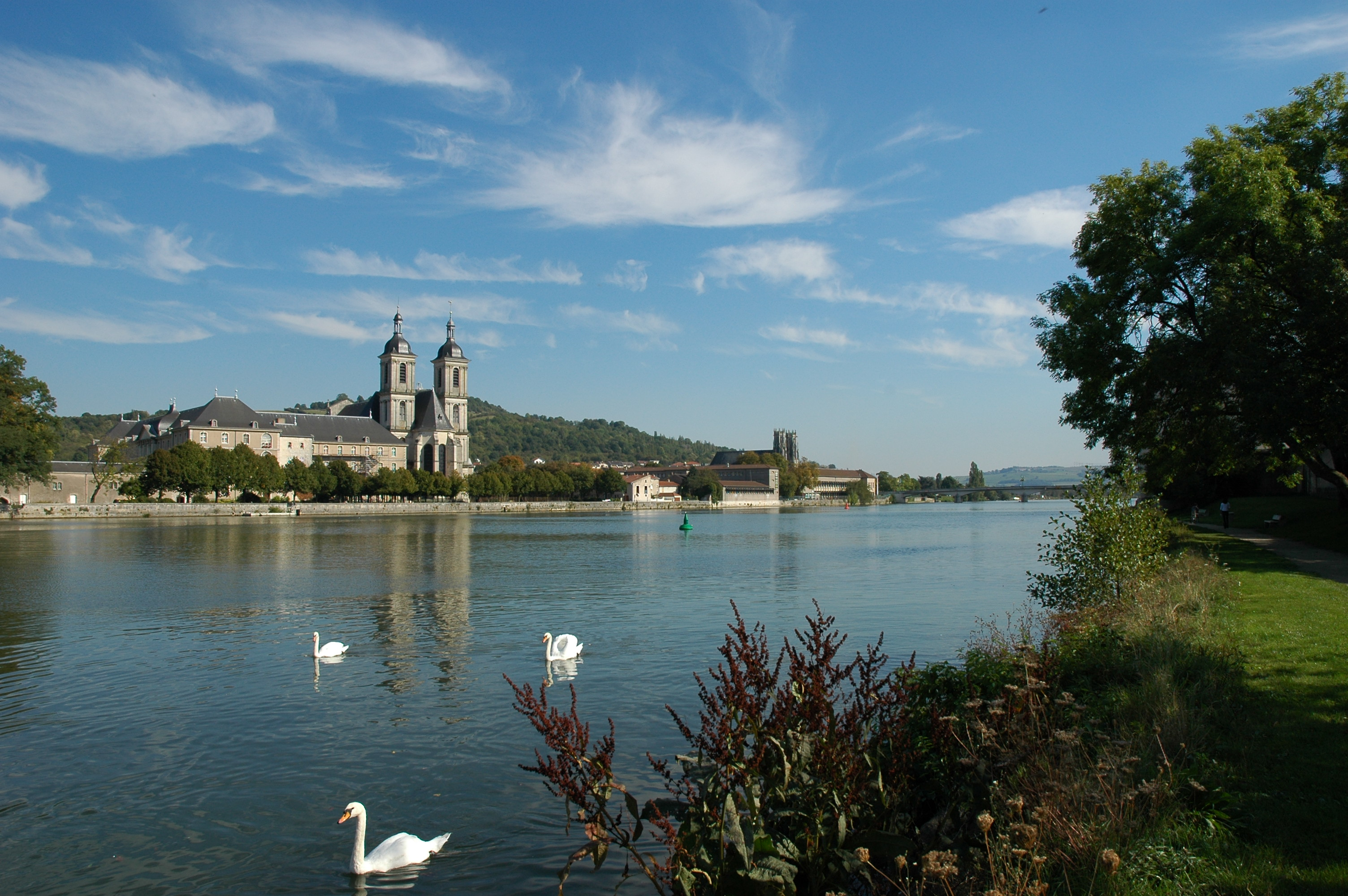
摩泽尔河蓬塔穆松段

蓬塔穆松位于法国东北部，大东部大区中东部和默尔特-摩泽尔省中部，距离省会南锡大约29公里。与蓬塔穆松接壤的市镇包括：旺迪耶尔、阿通、布莱诺莱蓬塔穆松、布克西耶尔-苏弗鲁瓦蒙、摩泽尔河畔尚佩、莱梅尼勒、迈迪耶尔、蒙托维尔、穆松、诺鲁瓦莱蓬塔穆松、热赞维尔。

### 地形
蓬塔穆松位于摩泽尔河冲积平原上，境内西高东低，市区内地势平坦，全境海拔在172到382米之间。

### 水文
摩泽尔河自南向北流经境内，该河属于莱茵河水系。

### 植被
蓬塔穆松属于温带落叶林区，市区周边有多处林地。
在鲜花城市的评比中，蓬塔穆松被评为3星级鲜花城市。

### 气候
蓬塔穆松在柯本气候分类法中属于温带海洋性气候，因距离海岸线相对较远，故有时又受到大陆气团的影响。
蓬塔穆松东侧的梅斯-南锡-洛林机场内设有气象站，以下为该气象站的数据（其中日照数据取自南锡市区）：
| 蓬塔穆松1981年－2019年 | 蓬塔穆松1981年－2019年 | 蓬塔穆松1981年－2019年 | 蓬塔穆松1981年－2019年 | 蓬塔穆松1981年－2019年 | 蓬塔穆松1981年－2019年 | 蓬塔穆松1981年－2019年 | 蓬塔穆松1981年－2019年 | 蓬塔穆松1981年－2019年 | 蓬塔穆松1981年－2019年 | 蓬塔穆松1981年－2019年 | 蓬塔穆松1981年－2019年 | 蓬塔穆松1981年－2019年 | 蓬塔穆松1981年－2019年 |
| 月份                   | 1月                    | 2月                    | 3月                    | 4月                    | 5月                    | 6月                    | 7月                    | 8月                    | 9月                    | 10月                   | 11月                   | 12月                   | 全年                   |
| ---------------------- | ---------------------- | ---------------------- | ---------------------- | ---------------------- | ---------------------- | ---------------------- | ---------------------- | ---------------------- | ---------------------- | ---------------------- | ---------------------- | ---------------------- | ---------------------- |
| 历史最高温 °C（°F）    | 15.5 (59.9)            | 21 (70)                | 22 (72)                | 28 (82)                | 32.9 (91.2)            | 36.4 (97.5)            | 39.5 (103.1)           | 38.9 (102.0)           | 31.8 (89.2)            | 26.1 (79.0)            | 21.3 (70.3)            | 16.8 (62.2)            | 39.5 (103.1)           |
| 平均高温 °C（°F）      | 4.4 (39.9)             | 6.4 (43.5)             | 10.5 (50.9)            | 14.9 (58.8)            | 19.2 (66.6)            | 22.8 (73.0)            | 24.8 (76.6)            | 24.3 (75.7)            | 19.6 (67.3)            | 14.6 (58.3)            | 8.4 (47.1)             | 4.6 (40.3)             | 14.5 (58.1)            |
| 日均气温 °C（°F）      | 1.7 (35.1)             | 3.1 (37.6)             | 6.3 (43.3)             | 9.8 (49.6)             | 14 (57)                | 17.3 (63.1)            | 19.3 (66.7)            | 19 (66)                | 14.9 (58.8)            | 10.7 (51.3)            | 5.7 (42.3)             | 2.2 (36.0)             | 10.3 (50.5)            |
| 平均低温 °C（°F）      | −0.9 (30.4)            | −0.2 (31.6)            | 2.1 (35.8)             | 4.7 (40.5)             | 8.9 (48.0)             | 11.8 (53.2)            | 13.9 (57.0)            | 13.7 (56.7)            | 10.3 (50.5)            | 6.9 (44.4)             | 3 (37)                 | −0.1 (31.8)            | 6.2 (43.2)             |
| 历史最低温 °C（°F）    | −16.3 (2.7)            | −15.9 (3.4)            | −15 (5)                | −5.8 (21.6)            | −0.6 (30.9)            | 3 (37)                 | 6.8 (44.2)             | 4.9 (40.8)             | 2 (36)                 | −4.9 (23.2)            | −12.6 (9.3)            | −15.3 (4.5)            | −16.3 (2.7)            |
| 平均降水量 mm（）      | 52.3 (2.06)            | 52.3 (2.06)            | 52.9 (2.08)            | 42 (1.7)               | 63.1 (2.48)            | 53.9 (2.12)            | 72.1 (2.84)            | 67.4 (2.65)            | 62.8 (2.47)            | 65.9 (2.59)            | 60.5 (2.38)            | 71.1 (2.80)            | 716.3 (28.20)          |
| 月均日照時數           | 55.9                   | 79.7                   | 129.1                  | 173.9                  | 199.1                  | 220.9                  | 229.1                  | 213.7                  | 162.8                  | 104.8                  | 51.7                   | 44.3                   | 1,665                  |
| 来源：infoclimat.fr    |                        |                        |                        |                        |                        |                        |                        |                        |                        |                        |                        |                        |                        |

## 行政区划
蓬塔穆松是法国大东部大区默尔特-摩泽尔省的一个市镇，编号为54431。蓬塔穆松属于南锡区和默尔特-摩泽尔省第六选区，管理蓬塔穆松县，同时也是蓬塔穆松地区市镇公共社区的办公驻地。
法国国家统计与经济研究所（简称）在进行数据统计时，将蓬塔穆松及相邻的另外5个市镇设为蓬塔穆松城市核心区，并将包括核心区在内的周边共7个市镇划为蓬塔穆松城市区。自2020年起，蓬塔穆松城市区被包含16个市镇的蓬塔穆松城市辐射区代替。此外，还将蓬塔穆松市镇分为了6个“块区”（IRIS），以便于统计人口分布情况。

## 交通

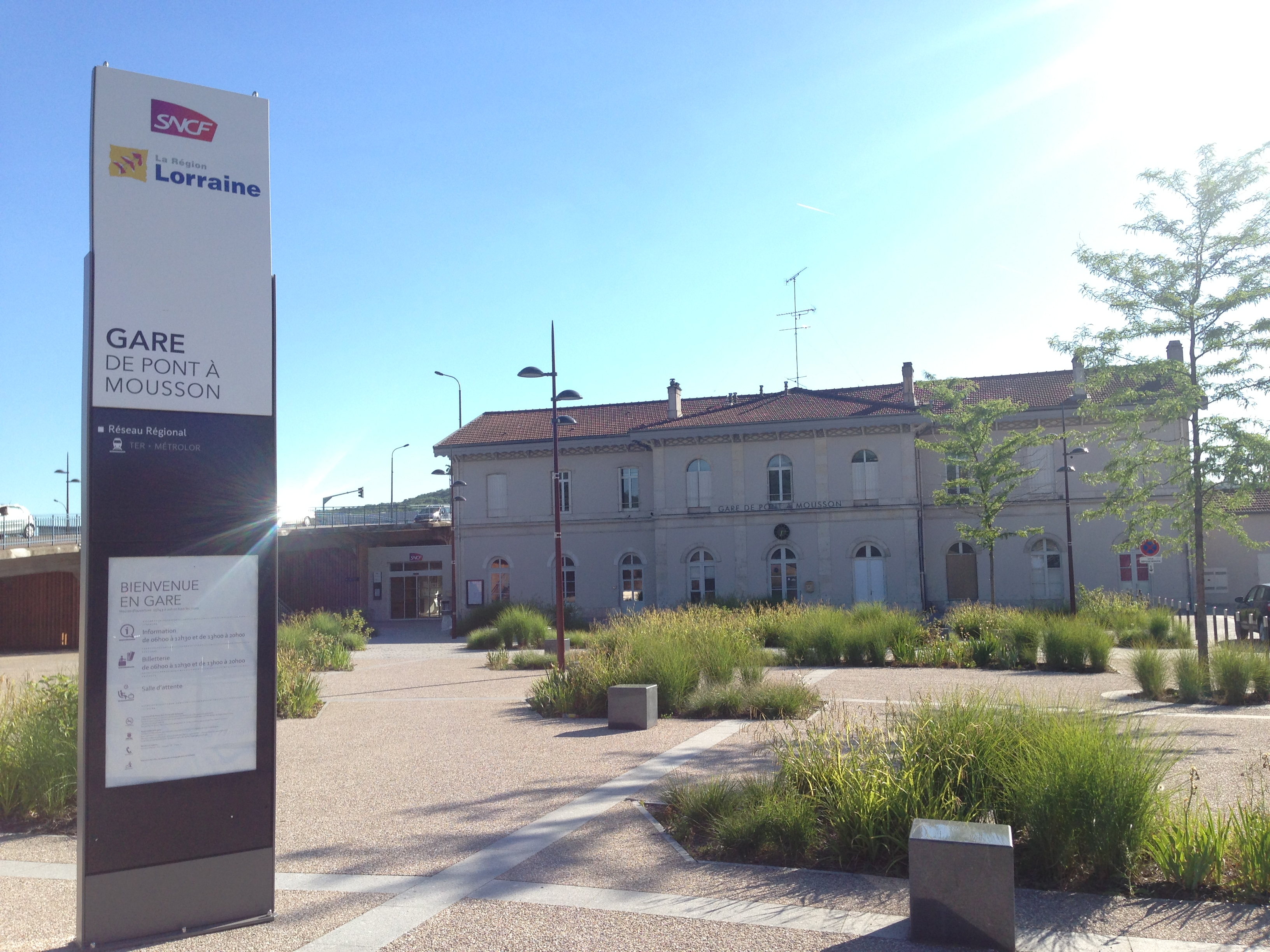
蓬塔穆松火车站

### 公路
法国A313高速公路和多条默尔特-摩泽尔省省道在蓬塔穆松境内交汇，默尔特-摩泽尔省城际客运提供校车线路，可前往周边部分市镇。
2017年，69.4%的蓬塔穆松家庭拥有至少一辆私人汽车。2019年，蓬塔穆松境内共发生各类交通事故11起，造成12人受伤。

### 铁路
蓬塔穆松位于弗鲁阿尔－诺维昂铁路上，该铁路是卢森堡－第戎铁路的组成部分。蓬塔穆松站位于市区中部，停靠往返于南锡和梅斯一线的洛林地铁列车。
此外，法国高速铁路东线经过蓬塔穆松市区北部，该铁路主线上的洛林TGV站位于市区东部6公里处，有定制摆渡车可连接市区。

### 航空
距离蓬塔穆松最近的民用航空站为梅斯-南锡-洛林机场，距离蓬塔穆松市中心的公路里程约6公里。

### 城市公共交通
蓬塔穆松城市公共交通（商业名称为）是当地的城市公交系统，截至2020年8月，该系统共包括5条公交线路，路网覆盖了蓬塔穆松及周边的主要市镇。

## 政治

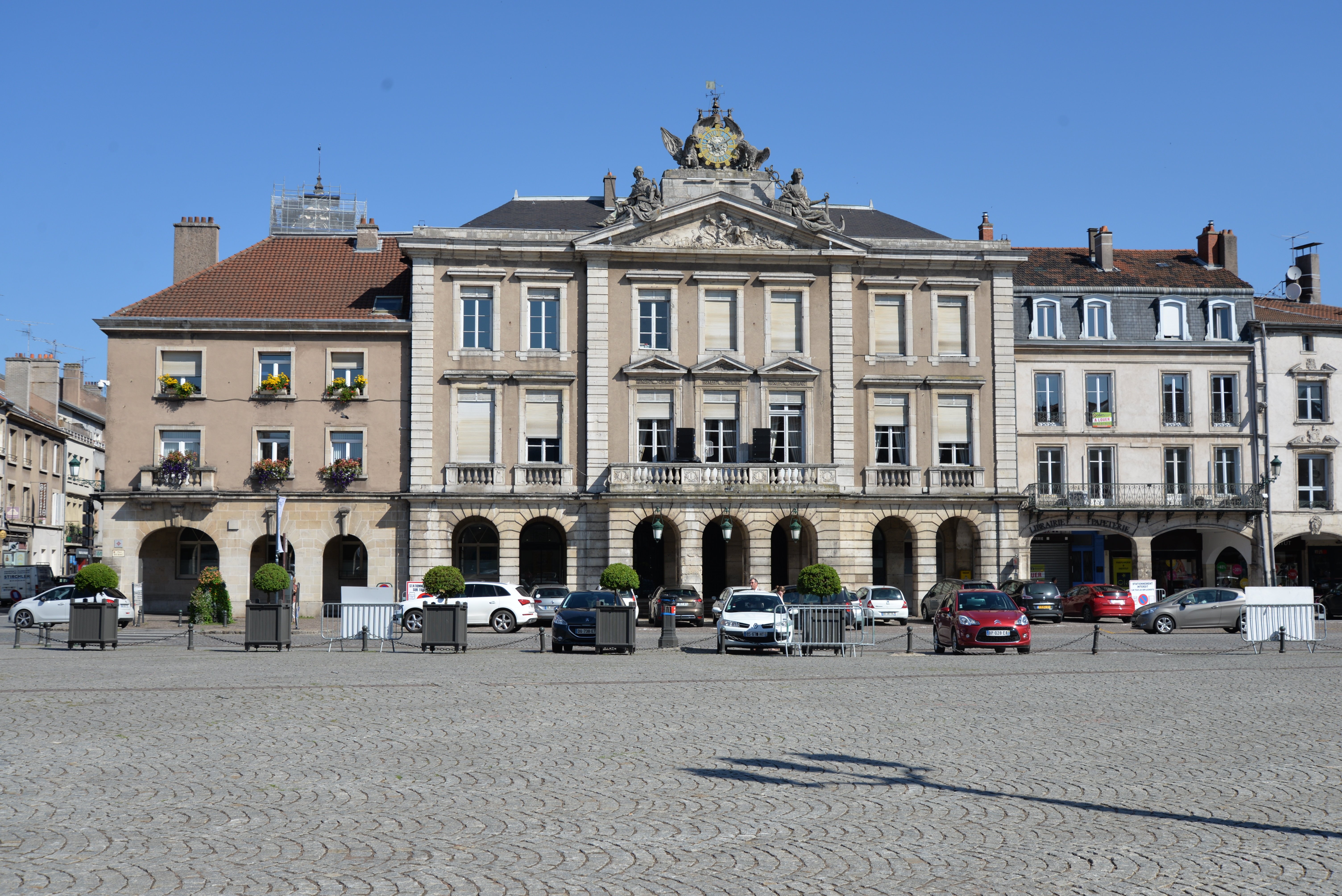
蓬塔穆松市政厅

蓬塔穆松的现任市长为亨利·勒穆瓦纳先生（Henry Lemoine），他是共和党的一名成员，在2020年的市政选举中获得了60.17%的支持率。
在2017年的法国总统大选中，法国第25任总统埃马纽埃尔·马克龙在蓬塔穆松获得了60.02%的支持率。
| 蓬塔穆松历届市长 |               |                            |
| 任期             | 市长          | 党派                       |
| ？年－1989年     | 贝尔纳·居伊   | CNIP全国独立人士与农民中心 |
| 1989年－1995年   | 伊翁·通东     | PS社会党                   |
| 1995年－2009年   | 亨利·勒穆瓦纳 | UMP人民运动联盟            |
| 2009年－2010年   | 雅克·肖克内   | UMP人民运动联盟            |
| 2010年－         | 亨利·勒穆瓦纳 | LR共和黨                   |

## 人口
2018年，蓬塔穆松市镇人口数量为14,434，在法国排名第675位。其中男性6,793人，女性7,435人，75岁及以上人口占7.6%，外籍人口数量为3,226人，人口密度为668人/平方公里，当地居民被称为（男性）或（女性）。2019年，蓬塔穆松境内出生138人，死亡人口144人。
| 年份   | 1936   | 1946   | 1954   | 1962   | 1968   | 1975   | 1982   | 1990   | 1999   | 2006   | 2011   | 2016   | 2018   |
| ------ | ------ | ------ | ------ | ------ | ------ | ------ | ------ | ------ | ------ | ------ | ------ | ------ | ------ |
| 人口數 | 11,343 | 10,239 | 11,416 | 12,802 | 13,406 | 14,830 | 14,942 | 14,645 | 14,592 | 13,879 | 14,929 | 14,404 | 14,434 |

## 经济
蓬塔穆松是一个区域性的中心城市，机械、电子、医疗及社会服务是当地的主要就业岗位类型，和是当地的两家重要企业。截至2021年4月，当地共有各类用人单位8家，平均历史为21年，大部分为中小型企业（PME）。圣戈班蓬塔穆松工厂（钢铁）、（大型零售）及（照明设备生产）是当地2019年营业额最高的三个企业，分别为571,470,214欧元、43,870,011欧元和16,331,331欧元。洛林食品厂也是当地主要的地方性企业。

## 财政收入
2019年，蓬塔穆松的财政收入总额为14,347,100欧元，财政支出总额为13,125,700欧元，当年的债务总额为11,443,800欧元。2021年，蓬塔穆松共获得1,076,266欧元的国家财政补助，比上一年减少了0.05%。
2017年，蓬塔穆松的人均月收入总额为2,083欧元，其中高级职员为3,471欧元，低于法国平均水平（4,214欧元）；中级职员为2,244欧元，低于法国平均水平（2,353欧元）；普通职员为1,601欧元，亦低于法国平均水平（1,690欧元）。
2017年，蓬塔穆松境内的青壮年（15至64岁）失业率为17%，当地45.3%的家庭拥有纳税资格，平均纳税2,577欧元，低于法国平均水平（3,888欧元）。

## 社会事务

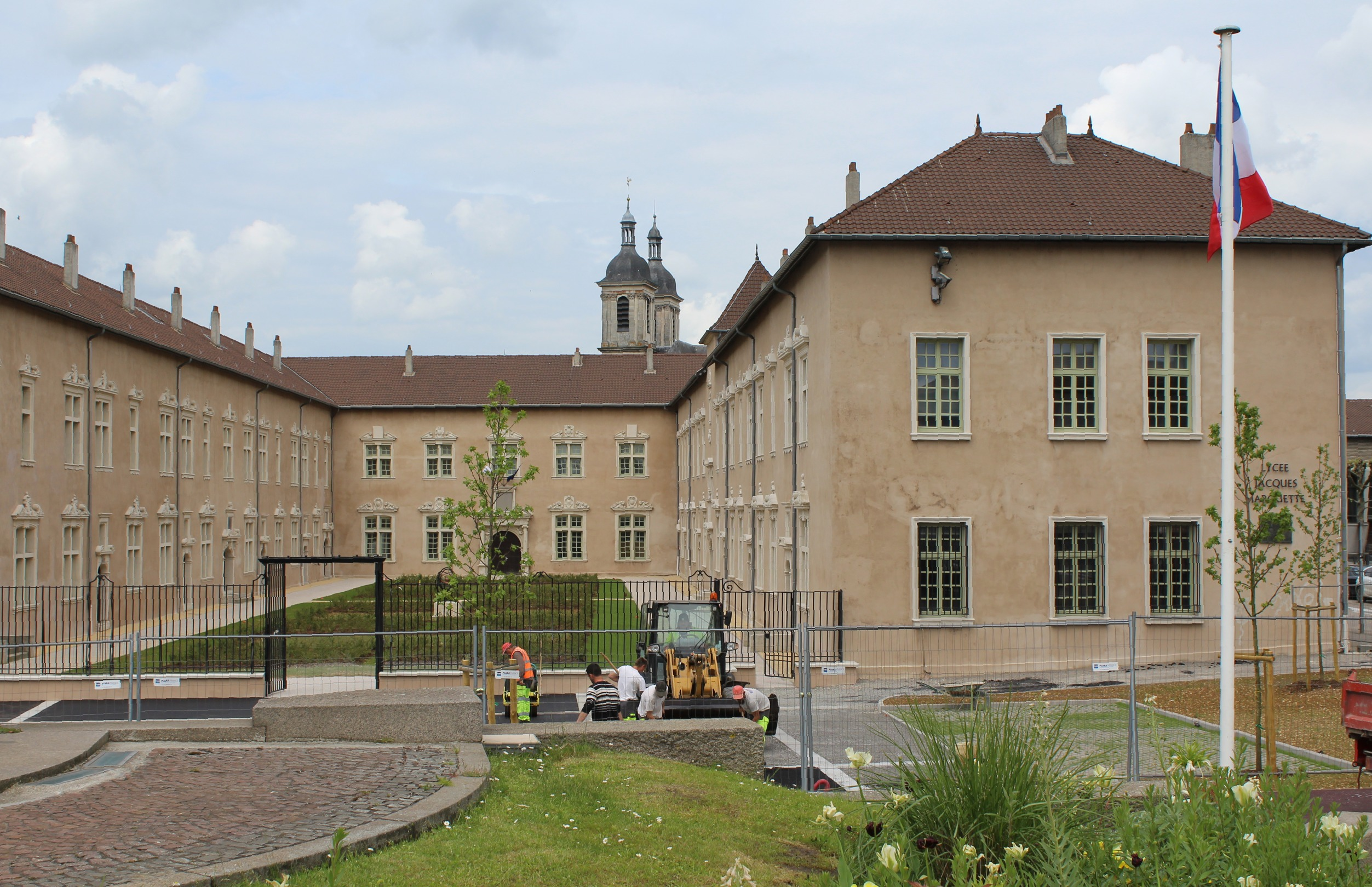
蓬塔穆松教育园区

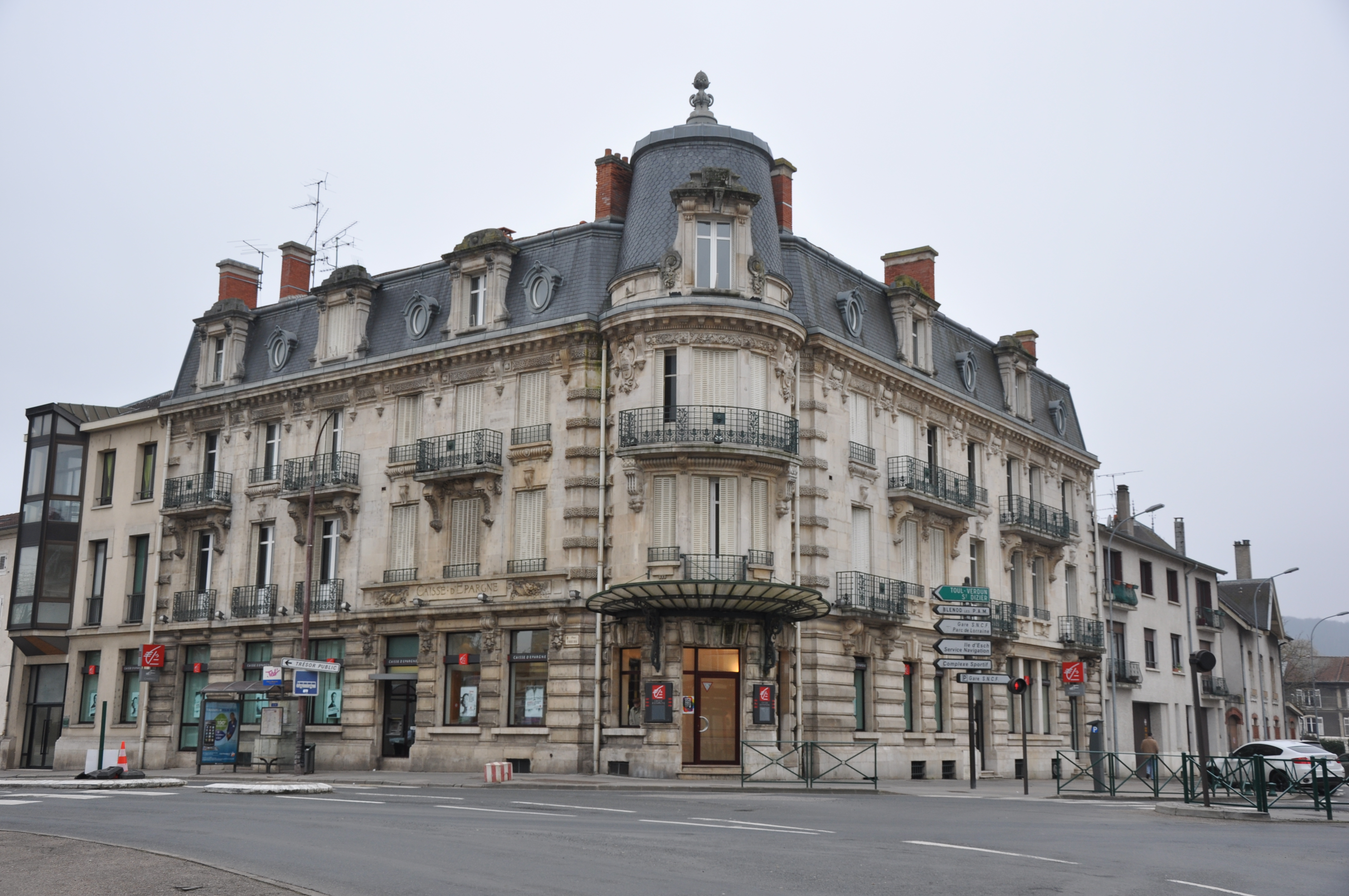
蓬塔穆松市区建筑

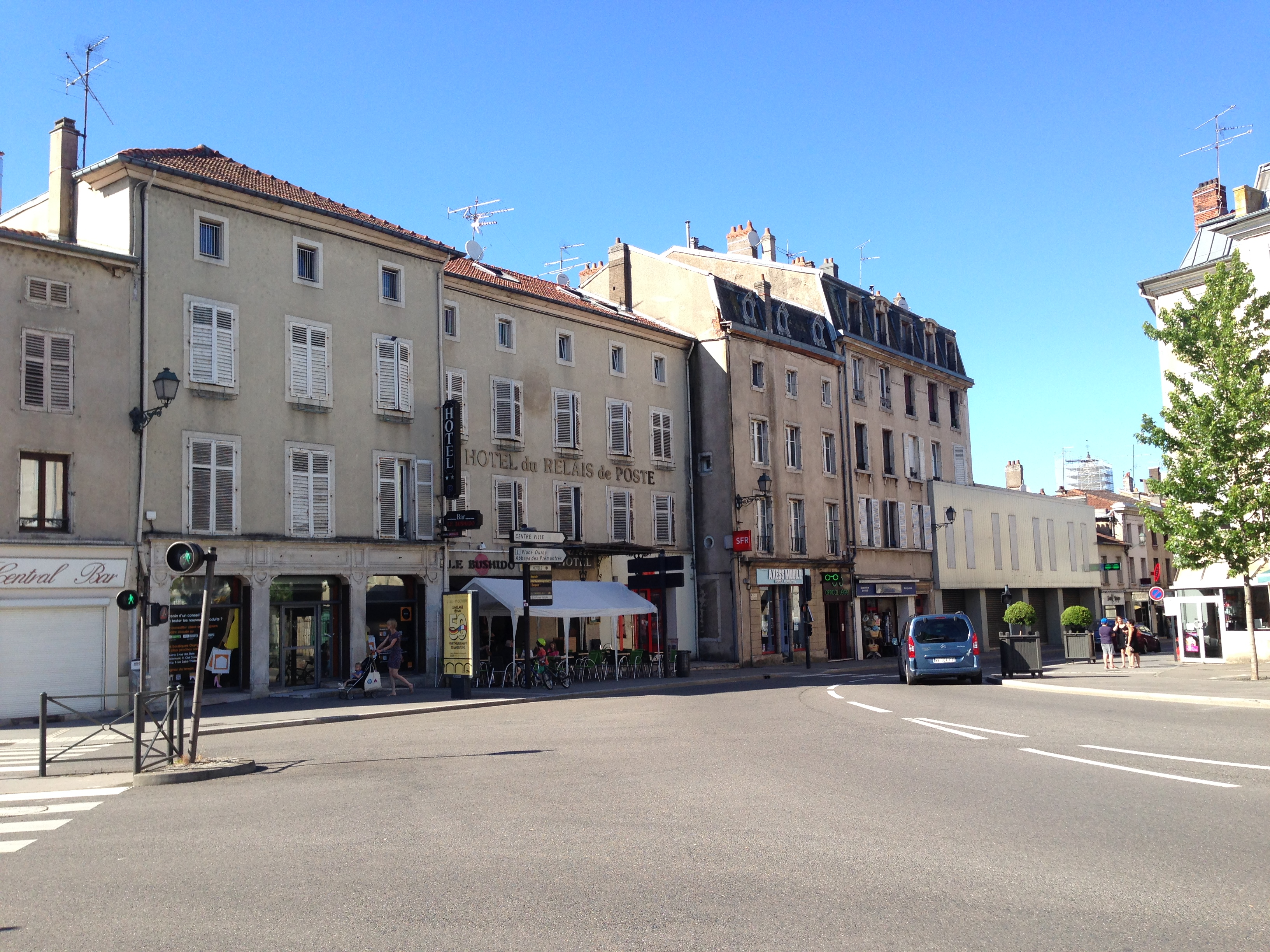
蓬塔穆松街头

### 教育
蓬塔穆松属于南锡-梅斯学区。截止2018年1月1日，蓬塔穆松境内共有7所幼儿园、7所小学、2所初级中学和2所普通高中。2018至2019学年度，蓬塔穆松境内共有在校中小学生2,210名。

### 医疗
截止2019年1月1日，蓬塔穆松境内共有全科医生20名、保健师19名、牙医16名、护士23名、耳科医生1名、眼科医生4名、皮肤科医生2名、助产士4名、儿科医生1名和妇科医生2名。境内共有药房6家、养老院3家、残疾人帮扶中心1家。
蓬塔穆松中心医院）是法国的一个区域性医疗系统，其主病区位于蓬塔穆松市区，设有床位89个，是当地规模最大的公立综合性医院。

### 住房
2017年，蓬塔穆松境内共有各类住房7,184套，其中42.3%为独立式居民区，分布于市区各地；56.3%为集中式居民区，主要分布于市区中北部。常住房屋占蓬塔穆松市镇范围内居民建筑总量的86.3%。
在住房保障政策方面，2017年，蓬塔穆松境内共有1,591户家庭获得了住房经济补助，受益人数占总人口数量的11.2%，其中1,475份为房租补助。

### 商业
2019年，蓬塔穆松境内共有各类实体商铺368家，其中餐厅57家、大型超市9家、杂货店8家、面包房12家、肉铺9家、书店6家、装饰品店2家、银行门店10家、美容美发店23家、汽车维修店19家。市区X部建有大型开放式商业街区。市区北部（省道D952线两侧）建有开放式商业街区。

### 体育
2019年，蓬塔穆松境内共有1家游泳池、3间体育馆、1座综合体育场、7处网球场、3处马术场、3处足球或橄榄球场以及4处篮球或排球场。
截至2021年4月，蓬塔穆松境内共有两家注册足球俱乐部。其中蓬塔穆松-布莱诺奥林匹克体育俱乐部是当地的代表性足球队，成立于1919年，2020至2021赛季参加大东部大区足球联赛。
蓬塔穆松橄榄球俱乐部（Rugby Club de Pont-à-Mousson）则成立于1950年，2020至2021赛季参加区域性的橄榄球联赛。

### 环境
蓬塔穆松的环境事务由其所属的公共社区负责。2017年，蓬塔穆松境内共有4家污染企业。

### 治安
2019年，蓬塔穆松市镇范围内共有1处派出所和0处宪兵队。
2014年，蓬塔穆松及附近地区共发生各类案件703起，其中盗窃类案件416起，经济类案件70起，毒品交易类案件48起。

## 文化
2018年，蓬塔穆松境内共有1个电影院和1个博物馆（纸张之路博物馆）。蓬塔穆松市政府提供多媒体中心，向公众全年开放。

### 建筑
蓬塔穆松境内有多处法国国家文物保护单位，其中蓬塔穆松圣洛朗教堂、蓬塔穆松圣马丁大教堂等为当地的代表性建筑物。

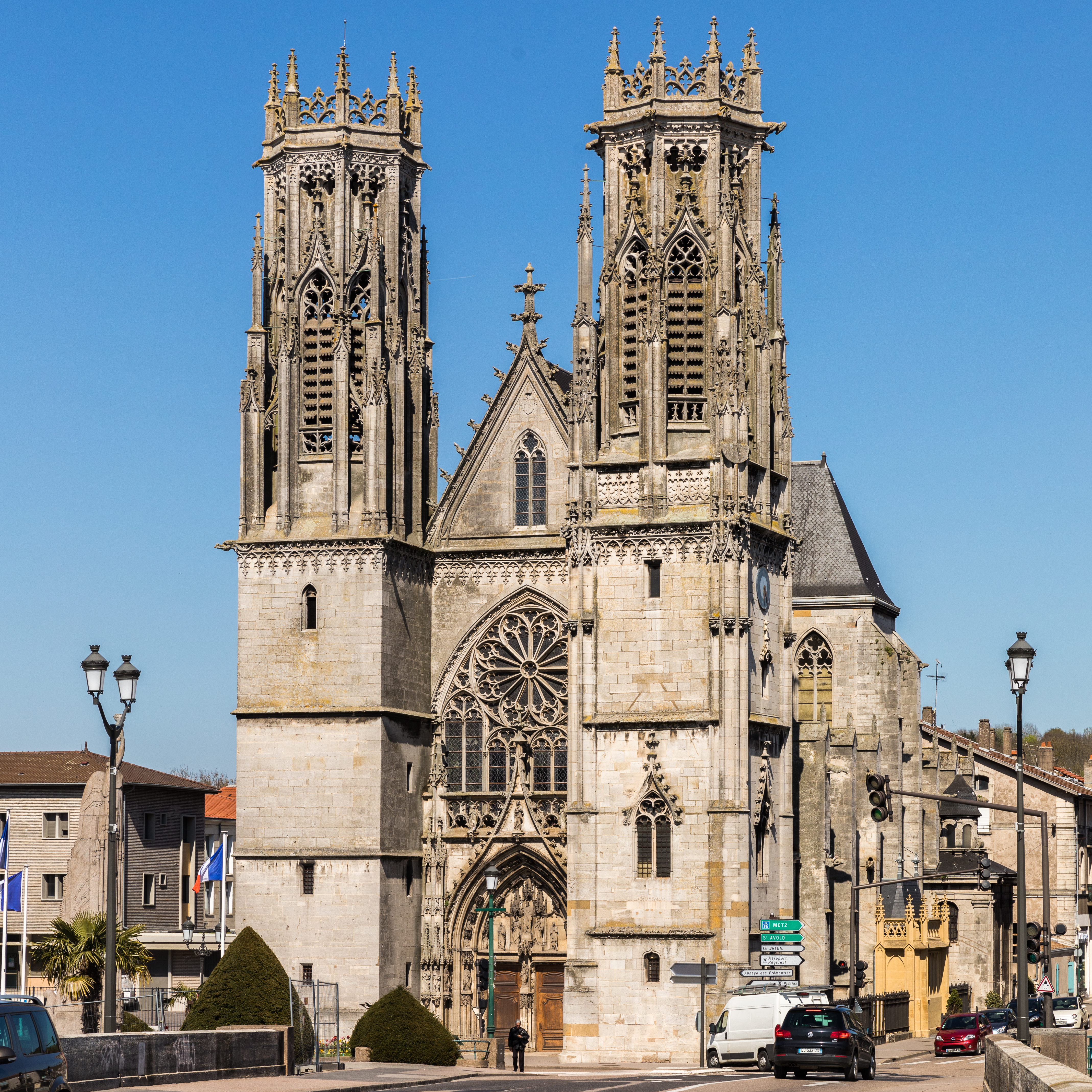
圣马丁大教堂（法语：Église Saint-Martin de Pont-à-Mousson）
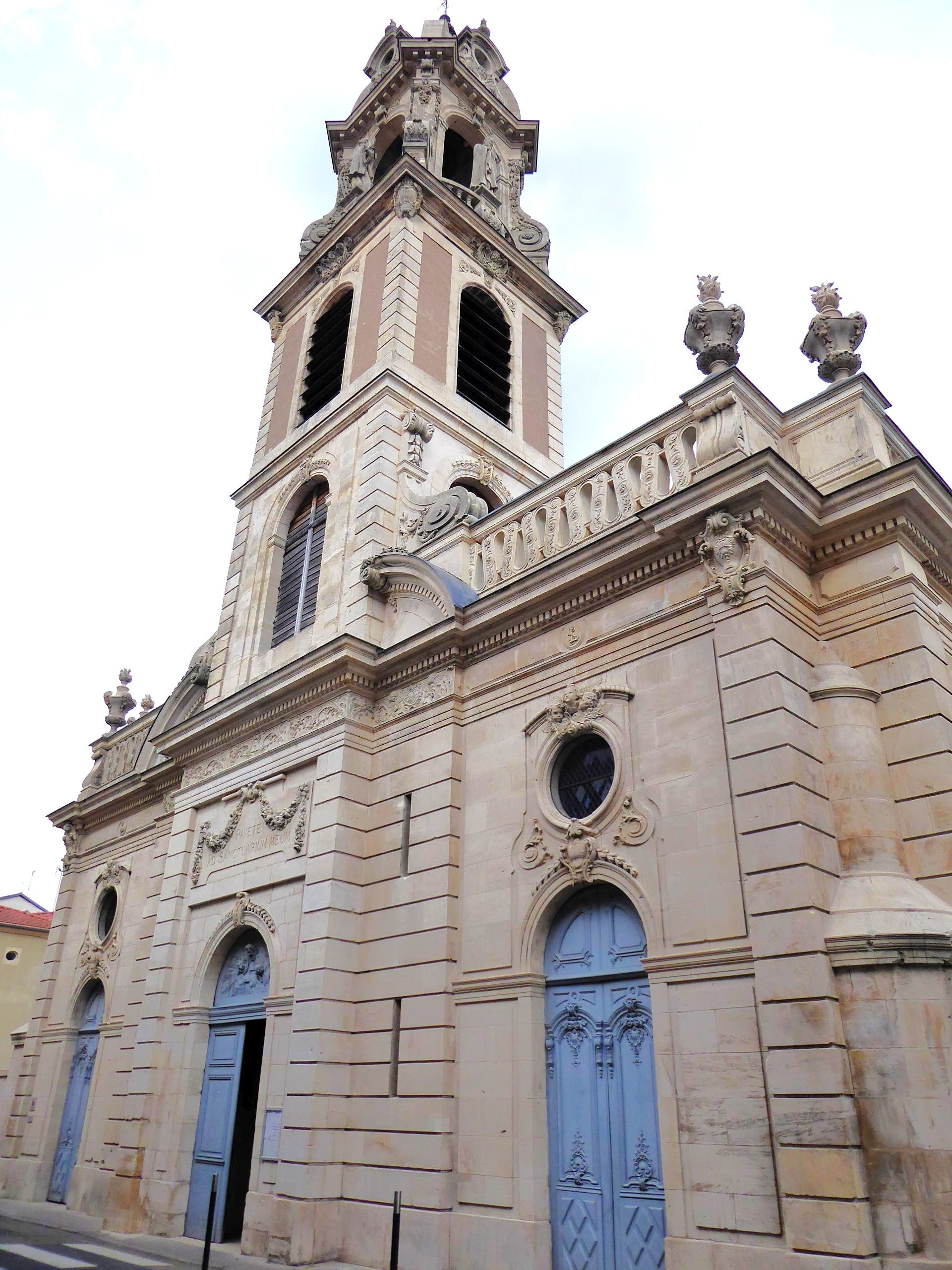
圣洛朗大教堂（法语：Église Saint-Laurent de Pont-à-Mousson）
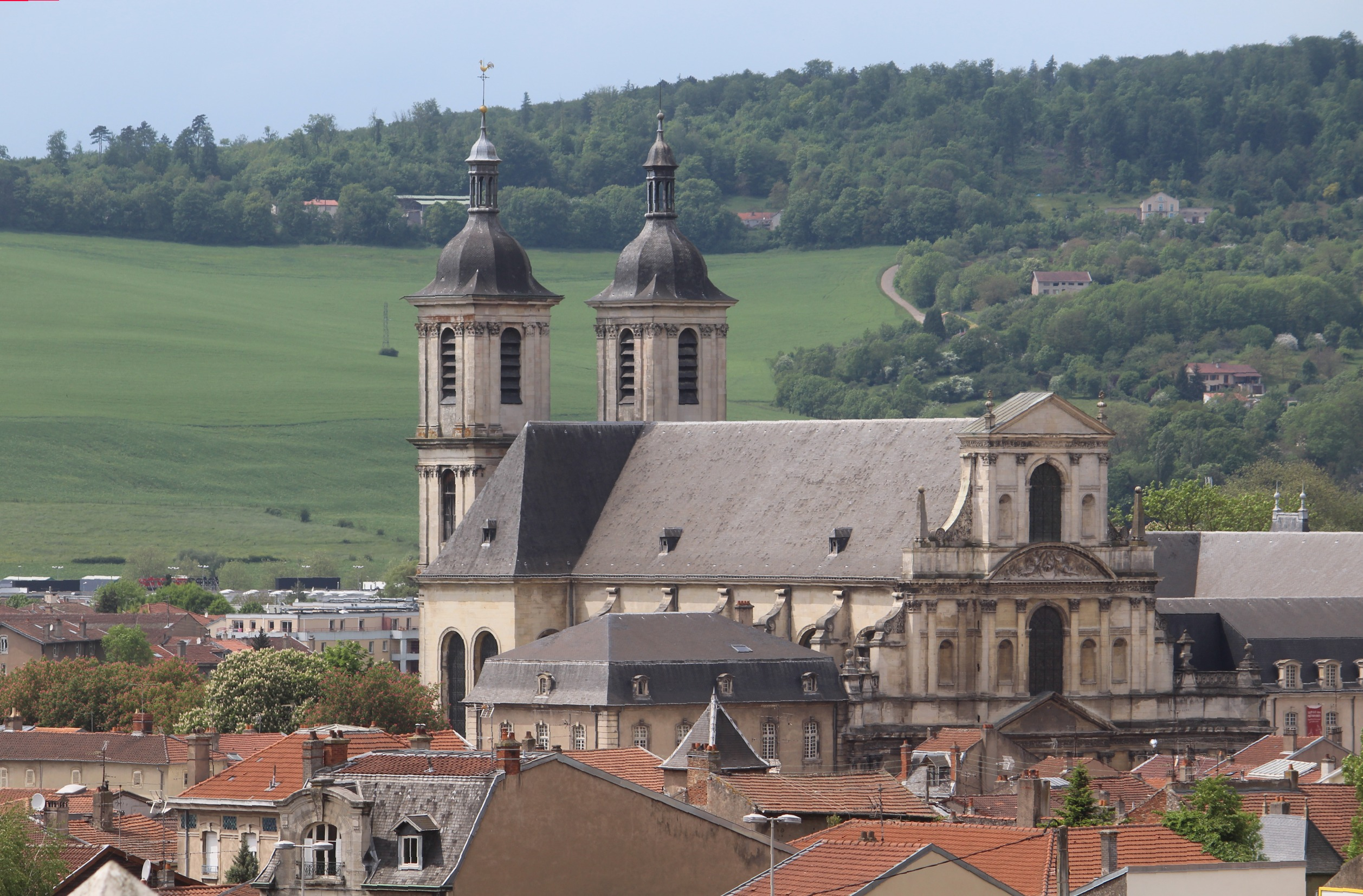
圣玛丽教堂
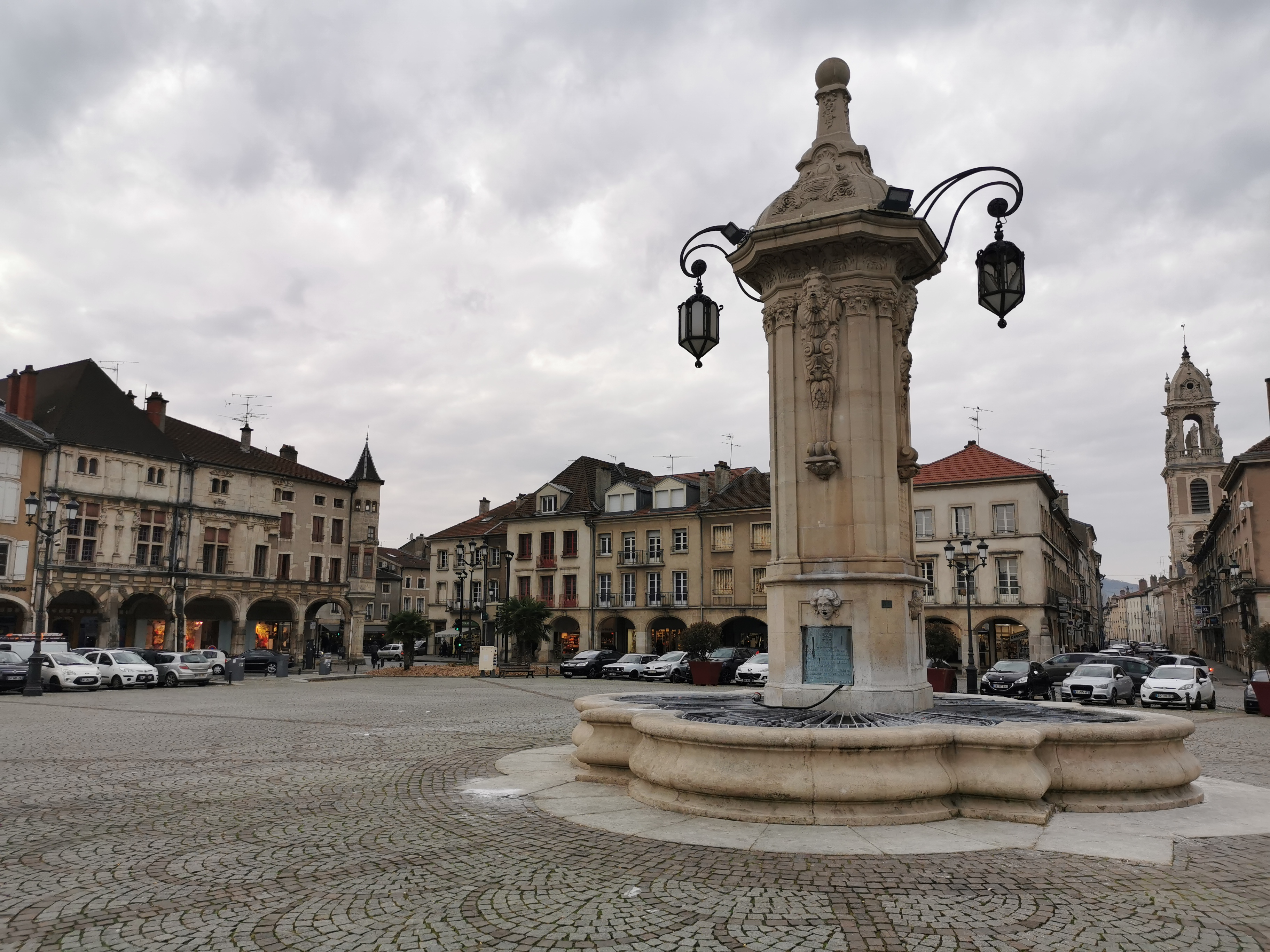
迪罗克广场（法语：Place Duroc (Pont-à-Mousson)）的街心喷泉
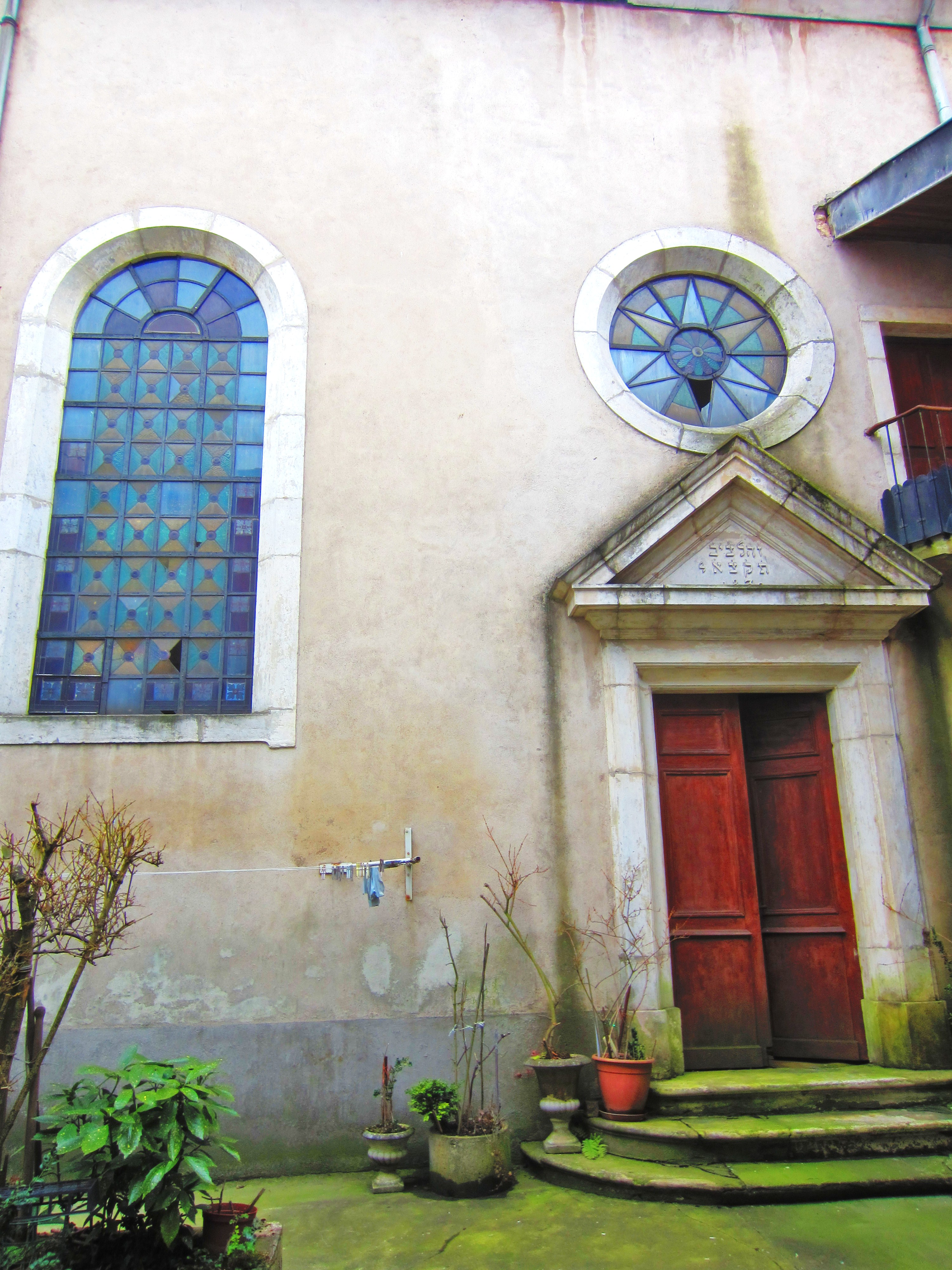
蓬塔穆松犹太教堂
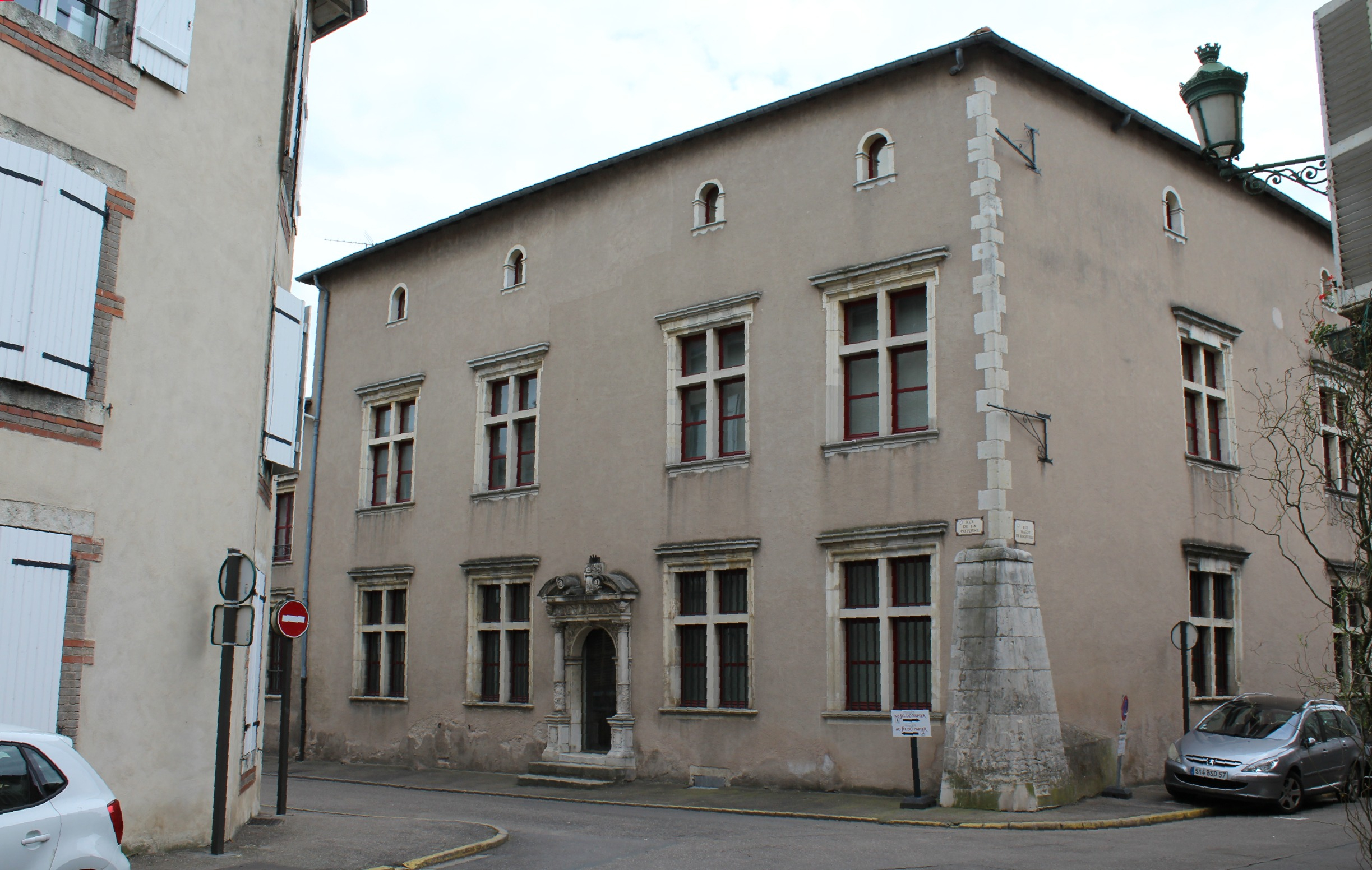
博物馆
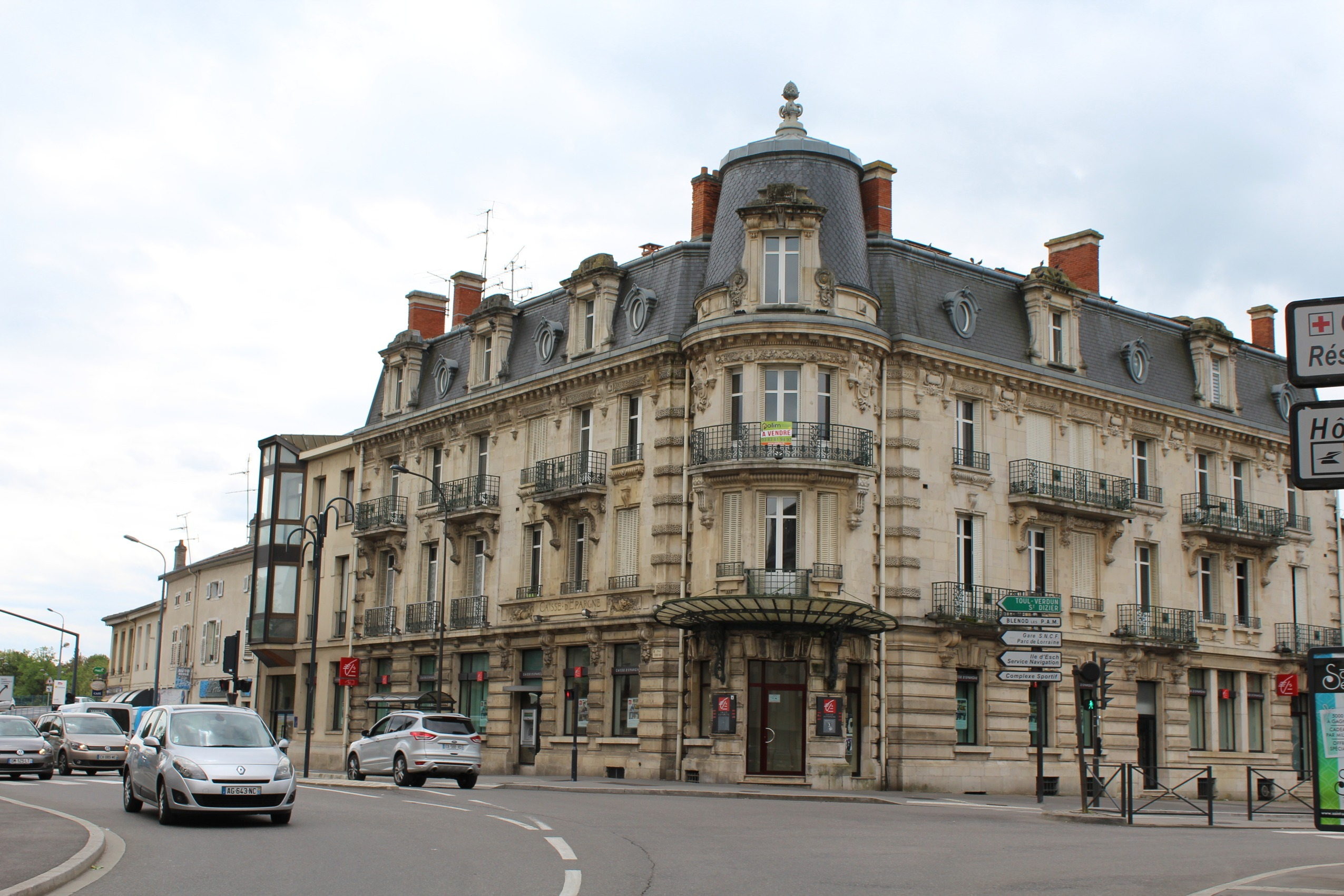
市中心的一处建筑

### 旅游
蓬塔穆松的旅游事务由其所属的公共社区负责。2020年，蓬塔穆松境内共有4个宾馆共计148间房间。

### 媒体
法国主要的媒体均可在蓬塔穆松接收，法国电视三台下属的大东部大区频道在部分时段播出蓬塔穆松所属区域的地方新闻。

## 相关人物
英格兰王后安茹的玛格丽特于1429年出生于蓬塔穆松。此外出生于蓬塔穆松的重要人物还包括元帅热罗·迪罗克、化学家路易·卡米耶·马亚尔、越南皇后莫尼克·博多和足球运动员尼古拉·弗洛朗坦。

## 友好城市
截至2020年8月，蓬塔穆松共与一座城市互为友好城市关系：
- 德国 兰施图尔